# Markaryds folkhögskola
Markaryds folkhögskola var en svensk folkhögskola, grundad 1950 i Markaryd. Skolan hade kulturinriktning och bedrev även verksamhet i Bjärnum. Efter en lång tid med problematisk ekonomi begärdes skolan i konkurs 29 maj 2025.

## Historik
Markaryds folkhögskola startades år 1950 som en stiftelse med Samfundet för hembygdsvård som huvudman. Mellan 1959 och 2005 var Sveriges Pappersbruksförbund huvudman och från 2005 var Markaryds kommun, Hässleholms kommun, Studieförbundet Vuxenskolan, Företagarna i Kronoberg, Sveriges Pensionärsförbund och ABF intressenter för stiftelsen. Förutom den tidigare folkhögskolan finns även Kunskapscentrum Markaryd (Markaryds Gymnasieskola) och Ekebackens konferenscenter AB inom skolområdet.
Folkhögskolan hade genom åren haft olika inriktningar. Under 1950-talet var det hembygdens natur och kultur som stod i centrum, under 1970-talet var det socialpolitik och samhällskunskap, under senare delen av 1970-talet tillkom arbetsmiljön. Under många år var Fotbollslinjen ett kännetecken för skolan. I slutet av 1980-talet blev folkhögskolan huvudman för konstutbildningen vid Fria Målarskolan i Halmstad och I början av 1990-talet startades fritidsledarutbildning och Musikteaterskolan i Bjärnum.  Höstterminen år 2000 startades en allmän kurs med musikalprofil, kompletterad år 2003 med inriktningen "Ljud och studioteknik" och år 2009 med inriktningen på teater. År 2010 gjordes den allmänna kursen "Show och musikal" om till en specialiserad kurs i stället. I övrigt hade skolan en inriktning på samhällskunskap och demokrati. Antalet elever per år var totalt ca 150 stycken. I samband med konkursen tog Litorina folkhögskola över utbildning, lärare och elever vid Markaryds undersköterskeprogram.

### Fria Målarskolan
Fria Målarskolan startades i Halmstad i mitten av 1980-talet och drev en två- eller treårig högskoleförberedande allsidig kreativ konstnärsutbildning som var förlagt till ett annex till Örjanskolan.

### Musikteaterskolan
Musikteaterskolan i nordskånska Bjärnum utgjorde en egen stiftelse sedan 1986. Skolan hade en eftergymnasial utbildning inom sång, teater och dans, med teatersalong, inspelningsstudio med mera. Utbildningen hade även kurser som liknade de förberedande kurserna och gymnasiala scenutbildningarna i Markaryd.
Flera välkända kulturpersoner har gått på skolans kulturlinjer, däribland artisterna Shirley Clamp, Miriam Bryant, Niklas Andersson, Anki Albertsson, Peter Johansson, Nina Lundseie och Nina Söderquist.